# Diên Hoa
Diên Hoa là một xã thuộc huyện Nghi Lộc, tỉnh Nghệ An, Việt Nam.
Xã Diên Hoa có diện tích tự nhiên là 11,84 km2 và quy mô dân số là 16.823 người.
Nơi đây nổi tiếng với cam xã Đoài.
Trên địa bàn xã có tuyến kênh Nhà Lê, là tuyến đường thủy đầu tiên trong lịch sử Việt Nam từ kinh đô Hoa Lư đến Đèo Ngang và được xem là tuyến đường Hồ Chí Minh trên sông vì những đóng góp cho các cuộc chiến tranh của người Việt.